# Jeux du Canada d'hiver de 2003
Les Jeux du Canada d'hiver de 2003 sont des compétitions de sports d'hiver qui ont opposé les provinces et les territoires du Canada en 2003.
Les Jeux du Canada sont présentés tous les deux ans, en alternance l'hiver et l'été. En 2003, les jeux ont eu lieu à Bathurst et à Campbellton au Nouveau-Brunswick du 22 février au 8 mars 2003.

## Tableau des médailles
| Province                  | Or | Argent | Bronze | Total |
| ------------------------- | -- | ------ | ------ | ----- |
| Alberta                   | 28 | 36     | 27     | 91    |
| Colombie-Britannique      | 11 | 27     | 30     | 68    |
| Manitoba                  | 6  | 11     | 18     | 35    |
| Île du Prince-Édouard     | 0  | 3      | 5      | 8     |
| Nouveau-Brunswick         | 4  | 4      | 11     | 19    |
| Nouvelle-Écosse           | 2  | 1      | 5      | 8     |
| Nunavut                   | 0  | 0      | 0      | 0     |
| Ontario                   | 33 | 21     | 46     | 100   |
| Québec                    | 59 | 39     | 32     | 130   |
| Terre-Neuve-et-Labrador   | 0  | 1      | 3      | 4     |
| Territoires du Nord-Ouest | 0  | 1      | 2      | 3     |
| Saskatchewan              | 13 | 13     | 12     | 38    |
| Yukon                     | 0  | 0      | 0      | 0     |